# 1988年ソウルオリンピックのイラン選手団
1988年ソウルオリンピックのイラン選手団（1988ねんソウルオリンピックのイランせんしゅだん）は、1988年9月17日から10月2日にかけて韓国のソウルで開催された1988年ソウルオリンピックのイラン選手団、およびその競技結果。

## 概要
今大会は銀メダル1個を獲得した。

## メダル
| メダル | 選手名                     | 競技       | 種目                     |
| ------ | -------------------------- | ---------- | ------------------------ |
| 銅     | アスカリ・モハンマディアン | レスリング | 男子フリースタイル57kg級 |